# 卢央
卢央（1934年—2013年9月9日），男，彝族，江苏泰兴（一作云南昭通）人，中国天文史学家，南京大学教授，曾任中国天文学会理事。著有《彝族天文学史》、《中国古代星占学》等。